# Letiště Katowice
Mezinárodní letiště Katowice (kód IATA KTW, kód ICAO EPKT; polsky Międzynarodowy Port Lotniczy Katowice), používající také název Katowice Airport, je mezinárodní veřejné civilní letiště, nacházející se v Pyrzowicích nedaleko Katowic, hlavního města Slezského vojvodství v jižním Polsku. Nejlepší meteorologické podmínky v Polsku – nejvyšší umístění startovací dráhy v Polsku (303 metrů nad hladinou moře). Geograficky se nachází v hrástu Garb Tarnogórski.
Mezinárodní letiště Katowice v Pyrzovicích obsluhuje nejvíce rozvinutý průmyslový region Polska, jedno z nejvíce zalidněných území v Evropě. Ve vzdálenosti o průměru 100 km od letiště bydlí kolem 11 mil. lidí. Katowické letiště patří mezi letiště s nejlepší dopravní dostupností v Polsku. Okolí letiště disponuje rozvinutým systémem rychlostních silnic a dálnic. Dálnice A4 východ – západ, Dálnice A1 sever – jih, Dálnice A4 a A1 se kříží ve vzdálenosti 35 km od letiště. Rychlostní silnice S1 spojující centrum aglomerace s letištěm a dálnici A1.

## Aerolinie a destinace

### Terminal A – non-Schengen
- Ryanair (Birmingham, Bristol, Dublin, Edinburgh, Londýn-Stansted, Manchester)
- Wizz Air (Burgas, Cork, Doncaster/Sheffield, Glasgow, Hurghada, Kyjev-Žuljany, Kutaisi, Liverpool-John Lennon, Londýn-Luton, Tel Aviv, Jerevan)

### Terminal B – Schengen
- Lufthansa (Frankfurt, Düsseldorf)
- LOT (Mnichov, Varšava)
- EuroLOT (Varšava)
- Ryanair (Alicante, Barcelona-Girona, Chania)
- SAS (Kodaň-Kastrup)
- Wizz Air (Barcelona El Prat, Bergen, Dortmund, Eindhoven, Forlì/Boloňa, Frankfurt-Hahn, Grenoble, Kolín nad Rýnem/Bonn, Madrid-Barajas, Malmö-Sturup, Milán-Bergamo, Neapol, Oslo-Torp, Paříž-Beauvais Tillé, Řím-Ciampino, Stavanger, Stockholm-Skavsta)